# Penzjina
De Penzjina (Russisch: Пенжина) is een rivier in het noordoosten van het Russische Verre Oosten, gelegen in het noorden van de kraj Kamtsjatka. De rivier ontspringt in het Kolymahoogland en stroomt in zuidwestelijke richting; eerst door een diepe vallei en dan door een intermontaan bekken, om vervolgens uit te stromen in de Penzjinabaai van de Sjelichovbaai in de Zee van Ochotsk. De rivier wordt gevoed door sneeuw en regen en is gewoonlijk bevroren van november tot mei, begin juni. De rivier is bevaarbaar in de midden- en benedenloop.